# Sinoxylon cuneolus
Sinoxylon cuneolus är en skalbaggsart som beskrevs av Pierre Lesne 1906. Sinoxylon cuneolus ingår i släktet Sinoxylon och familjen kapuschongbaggar. Inga underarter finns listade i Catalogue of Life.